# Technik transportu kolejowego
Technik transportu kolejowego – tytuł zawodowy nadawany w Polsce absolwentom szkół kształcących w zawodzie technik transportu kolejowego.
Absolwent szkoły kształcącej w zawodzie technik transportu kolejowego powinien być przygotowany do wykonywania następujących zadań zawodowych:
- organizowania oraz prowadzenia ruchu pociągów na szlakach i posterunkach ruchu;
- obsługiwania urządzeń sterowania ruchem kolejowym i łączności;
- nadzorowania i koordynowania pracy przewoźników na terenie stacji kolejowej;
- planowania i organizowania pasażerskich i towarowych przewozów kolejowych oraz zarządzania taborem kolejowym;
- przygotowania do przewozu, odprawy i przewozu przesyłek, ładunków oraz osób;
- zestawiania, rozrządzania i obsługi pociągów.